# کلمنت بادین
کلمنت بادین (انگلیسی: Clément Badin؛ زادهٔ ۲۶ مهٔ ۱۹۹۳) بازیکن فوتبال اهل فرانسه است.
از باشگاه‌هایی که در آن بازی کرده‌است می‌توان به باشگاه فوتبال بوردو اشاره کرد.